# Bill Frisell
Bill Frisell, rodným jménem William Richard Frisell (* 18. března 1951 Baltimore, Maryland, USA) je americký hudebník a skladatel. Spolupracoval s mnoha hudebníky, mezi které patří například Jim Hall, Michael White, Elvis Costello, Gary Peacock nebo Ronald Shannon Jackson.
V dětství studoval hru na klarinet u Richarda Joinera; později přešel ke kytaře, kterou také studoval na Berklee College of Music. Počátkem osmdesátých let se stal členem skupiny jazzového bubeníka Paula Motiana a později se stal studiovým hudebníkem pracujícím pro nahrávací společnost ECM Records. Své první sólové album In Line vydal v roce 1983. Později vystupoval se skupinou Naked City, ve které hrál s Johnem Zornem, na jehož sólových albech také Frisell hrál.
V roce 2011 vydal album All We Are Saying... složené z písní Johna Lennona.

## Diskografie

### Alba
| Název                                                        | rok  | vydavatelství     |
| ------------------------------------------------------------ | ---- | ----------------- |
| In Line                                                      | 1983 | ECM               |
| Rambler                                                      | 1984 | ECM               |
| Lookout for Hope                                             | 1987 | ECM               |
| Works                                                        | 1988 | ECM               |
| Before We Were Born                                          | 1989 | Nonesuch          |
| Is That You?                                                 | 1990 | Nonesuch          |
| Where in the World?                                          | 1991 | Nonesuch          |
| Have a Little Faith                                          | 1992 | Nonesuch          |
| This Land                                                    | 1994 | Nonesuch          |
| Go West: Music for the Films of Buster Keaton                | 1995 | Nonesuch          |
| The High Sign/One Week: Music for the Films of Buster Keaton | 1995 | Nonesuch          |
| Live                                                         | 1995 | Gramavision       |
| Quartet                                                      | 1996 | Nonesuch          |
| Nashville                                                    | 1997 | Nonesuch          |
| Gone, Just Like a Train                                      | 1998 | Nonesuch          |
| Good Dog, Happy Man                                          | 1999 | Nonesuch          |
| The Sweetest Punch                                           | 1999 | Decca             |
| Ghost Town                                                   | 2000 | Nonesuch          |
| Blues Dream                                                  | 2001 | Nonesuch          |
| With Dave Holland and Elvin Jones                            | 2001 | Nonesuch          |
| The Willies                                                  | 2002 | Nonesuch          |
| The Intercontinentals                                        | 2003 | Nonesuch          |
| Unspeakable                                                  | 2004 | Nonesuch          |
| Richter 858                                                  | 2005 | Songlines         |
| East/West                                                    | 2005 | Nonesuch          |
| Bill Frisell, Ron Carter, Paul Motian                        | 2006 | Nonesuch          |
| History, Mystery                                             | 2008 | Nonesuch          |
| Disfarmer                                                    | 2009 | Nonesuch          |
| Beautiful Dreamers                                           | 2010 | Savoy Label Group |
| Sign of Life                                                 | 2011 | Savoy Label Group |
| All We Are Saying...                                         | 2011 | Savoy Label Group |
| Silent Comedy                                                | 2013 | Tzadik            |
| Big Sur                                                      | 2013 | Okeh              |
| Guitar in the Space Age!                                     | 2014 | Okeh              |
| When You Wish Upon A Star                                    | 2016 | Okeh              |
| Small Town                                                   | 2017 | ECM               |